# Сапиев, Серик Жумангалиевич
Сери́к Жумангали́евич Сапи́ев (каз. Серік Жұманғалиұлы Сәпиев; род. 16 ноября 1983, Абай, Карагандинская область) — казахстанский политический деятель, председатель Комитета по делам спорта и физической культуры Министерства культуры и спорта РК. Боксёр, чемпион мира 2005 и 2007 годов, олимпийский чемпион 2012 года. Заслуженный мастер спорта Республики Казахстан. Обладатель Кубка Вэла Баркера 2012 года. Заслуженный деятель спорта Республики Казахстан.Чемпион Казахстана 2024

## Биография
Родился в городе Абай Карагандинской области Республики Казахстан. Начал заниматься боксом, когда ему было 11 лет. Через несколько лет поступил в колледж спорта имени Алии Молдагуловой (ныне школа-интернат для одарённых в спорте детей) в городе Караганда. Три года учился в колледже, после окончания средней школы вернулся в город Абай, где продолжил тренироваться.
Окончил Карагандинский государственный университет имени Е. А. Букетова (КарГУ), Карагандинский государственный технический университет (КарГТУ), а также магистратуру Казахской академии спорта и туризма.

## Спортивная карьера
Тренером Сапиева на протяжении почти всей его боксёрской карьеры был мастер спорта СССР международного класса, заслуженный тренер Республики Казахстан, почётный деятель спорта Республики Казахстан Александр Стрельников. Лишь во время учёбы в спортивном интернате в Караганде три года Сапиев тренировался под руководством других специалистов, а затем снова вернулся к своему первому наставнику.
В 2005 году стал чемпионом Казахстана в весе до 60 кг и попал в сборную страны.
Двукратный чемпион мира (2005, 2007). Двукратный чемпион Азии (2007, 2009). Серебряный призёр чемпионата мира 2011 года, бронзовый призёр чемпионата мира 2009 года. Победитель Азиатских игр (2010). Чемпион мира среди военнослужащих (2004). Обладатель медалей и призов ряда крупных турниров.
Участник Летних олимпийских игр 2008 года в Пекине, где в сомнительном бою в весе до 64 кг в четвертьфинале уступил олимпийскому чемпиону 2004 года Манусу Бунжомнонгу. После Олимпиады 2008 перешёл в категорию до 69 кг.
На Летних олимпийских играх 2012 года в Лондоне победил японца Ясухиро Судзуки (25-11), венесуэльца Габриэля Маэстре (20-9), россиянина Андрея Замкового (18-12), в финале убедительно победил хозяина соревнований — британца Фрэдди Эванса и стал олимпийским чемпионом в категории до 69 кг.
Серик Сапиев по итогам лондонской Олимпиады получил Кубок Вэла Баркера — приз, который вручается самому техничному боксёру Олимпийских игр с 1936 год по сегодняшний день. Сапиев оказался уже третьим представителем Казахстана, удостоившимся этого престижного приза, после олимпийских чемпионов Василия Жирова (1996) и Бахтияра Артаева (2004).

## Трудовая деятельность
В 2012 году — обладатель республиканской общественной премии «Народный любимец года» в категории «Респект-спортсмен». С 23 августа 2013 года является послом доброй воли ЮНЕСКО.
В 2013 году стал обладателем президентской международной стипендии «Болашак», получил образование по спортивному менеджменту в Университете Брунеля. Окончил учёбу в декабре 2014 года.
Сразу после учёбы был назначен генеральным директором полупрофессионального боксёрского клуба «Astana Arlans». В качестве руководителя клуба дважды добивался успеха во Всемирной серии бокса. В связи с избранием в депутаты Мажилиса Парламента РК, покинул клуб.
Депутат Мажилиса Парламента Республики Казахстан с 28 февраля 2017 года.
Через год подал в добровольную отставку и снял с себя полномочия депутата мажилиса. И стал председателем Комитета по делам спорта и физической культуры Министерства культуры и спорта РК.
В июне 2019 года избран председателем Совета по физической культуре и спорту государств — участников СНГ.
В ноябре 2024 года возглавил Управление физической культуры и спорта Карагандинской области.
В 2025 году стал президентом Национального Сурдлимпийского комитета.

## Семья
Отец — Жумангали Даутович Сапиев (1944-2020), по национальности казах, 35 лет проработал шахтёром, был на  пенсии
Мать — Ирина Фоминична Сапиева, по национальности марийка, бухгалтер, ныне на пенсии.
Имеет двоих старших братьев — Сергея (род.1982) и Бахтая (род. 1977) и младшую сестру Людмилу.
Дядя (по отцу) — Бахтай Сапеев, мастер спорта международного класса по боксу.
Дядя (по отцу) — Амантай Сапиев мастер спорта СССР по вольной борьбе.
В 2014 году семья Сапиевых заняла первое место в областном конкурсе «Мерейлі отбасы-2014».
Супруга Молдир Сапиева (род.1986). Супруги имеют четырёх дочерей: Акку (род. 2011), Алуа (род. 29.12.2012) и Айсулу (род. 2014)и  еще одна дочь (род.2020)

## Награды
- Орден Отан (2012)[34]
- Орден Парасат (2008)
- Лауреат премии «Тарлан» Клуба меценатов Казахстана, в номинации «Спорт»(2008)[35]
- Юбилейная медаль «10 жыл Астана» (2011)
- Лауреат государственной премии «Дарын» (28.12.2012)[36]
- Юбилейная медаль «20 лет Вооружённых сил Республики Казахстан» (2012)
- Почётный житель Карагандинской области (2012)[37]
- Обладатель премии V Общенационального форума патриотов «Менін Казакстаным», в номинации"Признанный миром Казахстан" (2012)[38]
- Чемпион ЮНЕСКО по спорту (2013)[39].
- Медаль «20 лет Астане» (2018)

## Интересный факт
- В семье все ходили на бокс: папа, братья и сестра[28].

## Кинематограф
1 декабря 2021 года вышел казахстанский фильм «Боксёр», режиссера Акана Сатаевапосвящённый истории Серика. Роль Сапиева Cерика играл дебютант в мире кино Смадияр Сабыров.